# Скруг, Валерий Степанович
Валерий Степанович Скруг (род. 20 июня 1963 года, село Окно, Заставновский район, Черновицкая область) — российский государственный и политический деятель. Депутат Государственной Думы VII созыва. Член фракции «Единая Россия», член комитета Госдумы по бюджету и налогам.
Из-за вторжения России на Украину, находится под международными санкциями Евросоюза, США, Великобритании и ряда других стран

## Биография
В 1990 году окончил Всесоюзный ордена «Знак Почета» заочный финансово-экономический институт. Прошел обучение в Высшей школе Международного бизнеса Академии народного хозяйства при Правительстве РФ.
С 1994 года — президент Белгородской торгово-промышленной палаты.
Кандидат экономических наук. Диссертацию по теме «Формирование механизма управления производственными структурами в реформируемой экономике» защитил в Академии народного хозяйства при правительстве РФ в 1999 году.
В октябре 2001 года Скруг Валерий был избран депутатом Белгородской областной Думы третьего созыва, став членом комитета по бюджету, финансам и налоговой политике. В 2005 году вновь был избран депутатом Белгородской областной Думы четвёртого созыва. 10 октября 2010 г. был избран депутатом Белгородской областной думы V созыва.
В мае 2011 года получил вакантный мандат депутата Государственной думы РФ V созыва от соратника по партии Александра Сысоева, который досрочно подал в отставку. В связи с переходом в Госдуму РФ сложил полномочия в Белгородском парламенте.
14 октября 2012 года был избран депутатом на дополнительных выборах в Белгородскую облдуму по городскому одномандатному округу № 5.
13 сентября 2015 года избран депутатом Белгородской облдумы VI созыва, выдвигался от «Единой России». Был избран заместителем председателя областной Думы.
В сентябре 2016 года баллотировался в Госдуму от партии «Единая Россия» по результатам распределения мандатов избран депутатом Государственной Думы.
Женат, имеет двоих детей.

## Законотворческая деятельность
С 2011 по 2019 год, в течение исполнения полномочий депутата Государственной Думы V и VII созывов, выступил соавтором 79 законодательных инициатив и поправок к проектам федеральных законов.

## Санкции
23 февраля 2022 года, на фоне вторжения России на Украину, включён в санкционный список Евросоюза, так как «поддерживала и проводила действия и политику, которые подрывают территориальную целостность, суверенитет и независимость Украины, которые ещё больше дестабилизируют Украину».
24 февраля 2022 года включён в санкционный список Канады «близких соратников режима» за голосование о признании независимости «так называемых республик в Донецке и Луганске».
24 марта 2022 года, на фоне вторжения России на Украину, включён в санкционный список США за «соучастие в войне Путина» и «поддержку усилий Кремля по вторжению в Украину», Госдеп США заявил что депутаты Госдумы используют свои полномочия для преследования инакомыслящих и политических оппонентов, нарушают свободу информации, ограничивают права человека и основные свободы граждан России.
Позднее, по аналогичным основаниям, включён в санкционные списки США, Великобритании, Канады, Швейцарии, Австралии, Японии, Украины и Новой Зеландии.

## Декларированный доход
Общая сумма декларированного дохода за 2015 г. составила 2 млн 519 тыс. руб; Общая сумма декларированного дохода за 2016 г. составила 38 млн 750 тыс. руб., супруги — 327 тыс. руб; Общая сумма декларированного дохода за 2017 г. составила 17 млн 276 тыс. руб., супруги — 421 тыс. руб.
Общая сумма задекларированного дохода за 2021 год — 14,42 млн рублей.

## Награды
Награждён:
- Орден Дружбы (2010);
- Медаль ордена «За заслуги перед Отечеством» II степени.
- Благодарность Правительства Российской Федерации (20 июля 2019 года) — за большой вклад в развитие российского парламентаризма и активную законотворческую деятельность[18].